# Confident (album)
Confident är det femte studioalbumet av den amerikanska sångeren Demi Lovato, som gavs ut den 16 oktober 2015.

## Bakgrund
Den 18 december 2013 meddelade Simon Cowell att Demi Lovato lämnade The X Factor för att satsa på att turnera och spela in albumet. 

## Låtlista
| Nr           | Titel                          | Kompositör                                                      | Producent(er)        | Längd |
| ------------ | ------------------------------ | --------------------------------------------------------------- | -------------------- | ----- |
| 1.           | Confident                      | Demi Lovato · Ilya Salmanzadeh · Max Martin · Savan Kotecha     | Ilya, Martin, Payami | 3.25  |
| 2.           | Cool For The Summer            | Lovato · Martin · Ali Payami · Kotecha · Alexander Kronlund     | Martin · Payami      | 3.34  |
| 3.           | Old Ways                       | Olivia Waithe · Jason Evigan · Scott Hoffman                    |                      | 3.24  |
| 4.           | For You                        | Johan Carlsson · Dalton Grant · Susan H. Catanzaro              | Martin               | 3.41  |
| 5.           | Stone Cold                     | Lovato · Laleh Pourkarim · Gustaf Thörn                         |                      | 3.11  |
| 6.           | Kingdom Come (ft. Iggy Azalea) | Lovato · Julia Michaels · Amethyst Kelly · Steve Mac            | Steve Mac            | 4.04  |
| 7.           | Waitin' for You (ft. Sirah)    | Lovato · Michaels · Evigan · Sara Mitchell · Mac                | Evigan · Mac         | 3.12  |
| 8.           | Wildfire                       | Nicole Morier · Mikkel S. Eriksen · Tor Hermansen · Ryan Tedder | Stargate · Tedder    | 3.19  |
| 9.           | Lionheart                      | Lovato · Mac · Ina Wroldsen                                     | Steve Mac            | 4.04  |
| 10.          | Yes                            | Lovato · Pourkarim                                              |                      | 3.10  |
| 11.          | Father                         | Lovato                                                          |                      | 3.55  |
| Total längd: | Total längd:                   | Total längd:                                                    | Total längd:         | 38.59 |

| 12.          | Stars                                    | Lovato Carl Falk Kotecha Kronlund Rami Yacoub |              | 3.08  |
| 13.          | Mr. Hughes                               | Lovato Carlsson                               |              | 3.41  |
| 14.          | Cool for the Summer (Jump Smokers Remix) | Lovato Kotecha Max Martin Kronlund Payami     |              | 4.25  |
| 15.          | Cool for the Summer (Suraci Remix)       | Lovato Kotecha Max Martin Kronlund Payami     |              | 4.45  |
| Total längd: | Total längd:                             | Total längd:                                  | Total längd: | 54.58 |